# Семен Забузький
Семен Забузький гербу Топор (пол. Semen (Semion) Zabuski; ? — після 1651) — козацький та коронний діяч часів повстання Хмельницького. Після переходу на бік корони був номінований на короткотривале гетьманство.

## Біографія
Походив зі старовинного козацького роду. В 2-й пол. 1640-х рр. входив до складу старшин реєстрового козацтва. На початку повстання Хмельницького долучився до повсталих, де, імовірно, обіймав посаду черкаського сотника, однак напередодні Пилявецької битви перейшов на бік коронних військ.
Під час кампанії 1649 під с. Топорів (нині село Буського району; за іншими даними — у містечку Білий Камінь (нині село Золочівського району)) 7 липня був номінований гетьманом Війська Запорозького. Булаву отримав із рук короля Яна II Казимира напередодні Зборівської битви 1649. Тоді ж Забузький видав універсали зі зверненням до Війська Запорозького скинути з гетьманства Богдана Хмельницького та визнати його владу:
|  | (...) iż ten zdrajca Chmielnicki i niegodny imienia chrześcijańskiego nie przestał związku z pogaństwem (...) przeto składamy go z tegoż hetmaństwa i żeby za zdrajcę naszego i wszystkiej ojczyzny, i narodu ruskiego nieprzyjaciela był miany (...). Wam zaś nakazujemy, abyście go więcej za hetmana nie znali, nie mieli ani w niczym nie słuchali, ale zgromadzili się do Semena Zabuskiego, którego wam za hetmana władzą i powagą naszą królewską podajemy. |

Після підписання Зборівського договору, за яким король визнав гетьманські повноваження Хмельницького, як компенсацію Забузький отримав війтівство в Кружиках Перемишльської землі:
|  | Ioannes Casimirus etc. Significamus praesentibus literis nostris, quorum interest vniuersis et singulis, dedisse nos dareque praesentibus literis nostris nobili Sem eni Zabuski, de nobis ac republica optime merito, facultatem et consensum nostrum aduocatiam in villa Kruziki, terra vero Praemisliensis, consistentem de manibus successorum nobilis olim Martini Senior, vti modernorum nullo iure possessorum, seu aliorum omnium ius et interesse aliquod ad eundem se habere praetendentium, iustis pecuniariis summis, in quantum ibidem legitime inscriptae fuerint, vel in defectu earum ex taxa commissariorum nostrorum prouenient, eximendi ac in possessionem suam ordinaria iuris via eliberandi. Quam quidem aduocatiam modo praemisso eliberatam dictus nobilis Zabuski Semen cum omnibus et singulis fundis, agris, pratis, campis, pascuis, piscinis, molendinis, ta bernis, syluis, nemoribus, subditis cmetonibus eorumque fructibus, commodis, vtilitatibus, prouentibus, reditibus attinentiisque et pertinenliis vniuersis antiquitus eo spectantibus tenebit, habebit et possidebit ad extrema vitae suae tempora, promittentes pro nobis et serenissim is successoribus nostris non esse nos memoratum nobilem Zabuski ab vsu et pacifica possessione dictae aduocatiae amoturos neque alienaturos, sed saluum et integrum ius aduitalitiale ipsi conseruaturos, ratione cuius aduitalitatis post ipsius decessum non prius sui successores debita aduocatia cedere tenebuntur, quam summa in literis originalibus expressa vel ex taxa commissariorum nostrorum proueniens successoribus eisdem integre numerata et persoluta fuerit iuribus nostris regalibus, reipublicae ecclesiaeque catholicae saluis. In cuius rei fidem praesentes manu nostra subscriptas sigillo regni communiri iussimus. Datum in castris ad Gliniany die vigessima quinta mensis augusti, anno domini millesimo sexcentesimo quadragesimo nono, regnorum nostrorum Poloniae primo, Sueciae vero secundo anno. Andreas Trzebicki, regens cancellariae regni maioris. Locus sigilli maior, cancell. reg. Ioannes Casimirus, rex. |

На сеймі 1650 р. Забузький отримав нобілітацію. Під шляхетський герб Топор був прийнятий великим канцлером коронним Єжи Оссолінським. Тоді ж отримав дозвіл короля вербувати козацьке військо у визначених великим гетьманом коронним воєводствах.
Брав активну участь у кампанії 1651. Напередодні Берестецької битви зібрав цінні для коронного командування відомості про пересування козацьких і татарських військ. По завершенні битви коронний уряд планував відправити його на чолі 3 тис. полку в Україну, щоб він перебрав до своїх рук провід у Війську Запорозького. 
Подальша доля невідома.